# Dryophilus densipilis
Dryophilus densipilis é uma espécie de insetos coleópteros polífagos pertencente à família Anobiidae.
A autoridade científica da espécie é Abeille de Perrin, tendo sido descrita no ano de 1872.
Trata-se de uma espécie presente no território português.